# Delta Agrar
 (транскр.  Делта аграр) матично је предузеће Делта аграр групе која је дио Delta Holding-а.
Сједиште Delta Agrar-а је у Београду односно Новом Београду.

## Историја
Предузеће Delta Agrar је основано 26. децембра 2006. након што су 31. октобра исте године из тадашњег предузећа Delta M основана још три предузећа: Delta Agrar, Delta Automoto и Delta DMD.
Послови Delta Agrar-а су организационо подијељени на 4 дијела: примарна пољопривредна производња (ратарство, производња воћа и поврћа, сточарство, рибарство, пољопривредна имања), кооперација и откуп (откуп воћа и поврћа, меса и стоке, малопродаја, откупни центри), агротрговина и дистрибуција (дистрибуирање пестицида, сјемена и агромеханизације, трговина житарицама, уљарицама и минералним ђубривима) и производња хране и воде (Delta Food Processing).
Предузеће Delta Agrar је данас у власништву српског предузећа Delta Investment (67,99%) и кипарске компаније Hemslade Holding Limited (31,44%). Међутим, власништво над предузећем Delta Investment опет има кипарска компанија Astatine Holdings Limited (100%). Крајњи власник свих предузећа је Мирослав Мишковић.

## Делта аграр група
Основна предузећа у саставу Делта аграр групе су:
- Београд;
- Банатско Велико Село;
- Стара Пазова;
- Апатин;
- Кикинда.

Неколико предузећа која су у непосредном власништву Delta Agrar-а (Danubius Нови Сад, Yuhor Јагодина, The Fun & Fit Company Београд и Dunavka Београд) издвојено је у Delta Food Processing која је засебна организациона цјелина Delta Holding-а. Такође, руска компанија Делта Фрукт Москва се налази у власништву Delta Agrar-а.